# Libor Pimek
Libor Pimek (Most, 3 augustus 1963) is een voormalig tennisspeler die werd geboren in Tsjechië, maar die later verhuisde naar België, waar hij in 1989 de Belgische nationaliteit verwierf. Zijn vrouw Anne-Marie is Belgische. Pimek begon met tennis toen hij zes jaar oud was. Hij speelt rechtshandig. Hij was actief in het proftennis van 1982 tot en met 1998.

## Loopbaan

### Enkelspel
Pimek stond in 1984 voor het eerst in een ATP-finale, op het toernooi van München – hier veroverde hij zijn enige enkelspeltitel, door de Amerikaan Gene Mayer te verslaan. In 1985 stond hij nogmaals in een ATP-finale, op het toernooi van Wenen – deze verloor hij evenwel van de Zweed Jan Gunnarsson.
Zijn beste resultaat op de grandslamtoernooien is het bereiken van de derde ronde, op het US Open 1987. Zijn hoogste notering op de ATP-ranglijst is de 21e plaats, die hij bereikte in april 1985.

### Dubbelspel
Pimek behaalde in het dubbelspel betere resultaten dan in het enkelspel. Hij stond in 1983 voor het eerst in een ATP-finale, op het toernooi van Nice, samen met de Belg Bernard Boileau – hier veroverde hij zijn eerste titel, door het Franse koppel Bernard Fritz en Jean-Louis Haillet te verslaan. In totaal won hij zeventien ATP-titels, de laatste in 1997 in Palermo, samen met de Australiër Andrew Kratzmann. 
Zijn beste resultaat op de grandslamtoernooien is het bereiken van de kwartfinale, op Roland Garros 1996. Ook in het gemengd dubbelspel stond Pimek nog tweemaal in de kwartfinale, op Roland Garros 1991 en 1996. Zijn hoogste notering op de ATP-ranglijst is de vijftiende plaats, die hij bereikte in juli 1996.

## Posities op deATP-ranglijst
Positie per einde seizoen:
| jaar | rang enkelspel | rang dubbelspel |
| ---- | -------------- | --------------- |
| 2000 | –              | 1392            |
| 1999 | –              | 1133            |
| 1998 | –              | 111             |
| 1997 | –              | 40              |
| 1996 | –              | 21              |
| 1995 | –              | 53              |
| 1994 | –              | 71              |
| 1993 | –              | 54              |
| 1992 | 534            | 37              |
| 1991 | 334            | 59              |
| 1990 | 324            | 127             |
| 1989 | 264            | 233             |
| 1988 | 241            | 181             |
| 1987 | 95             | 283             |
| 1986 | 75             | 111             |
| 1985 | 33             | 53              |
| 1984 | 24             | 51              |

## Palmares
| Legenda                       |
| ----------------------------- |
| Grand Slam                    |
| Olympische Spelen             |
| Tennis Masters Cup            |
| ATP Masters Series            |
| ATP International Series Gold |
| ATP International Series      |

### ATP-finaleplaatsen enkelspel
| nr.              | finale     | toernooi    | ondergrond | tegenstander   | score                   |
| ---------------- | ---------- | ----------- | ---------- | -------------- | ----------------------- |
| gewonnen finales |            |             |            |                |                         |
| 1.               | 1984-05-20 | ATP München | gravel     | Gene Mayer     | 6-4, 4-6, 7-6, 6-4      |
| verloren finales |            |             |            |                |                         |
| 1.               | 1985-11-24 | ATP Wenen   | tapijt (i) | Jan Gunnarsson | 7-6, 2-6, 4-6, 6-1, 5-7 |

### ATP-titels dubbelspel
1. 1983: Nice (met Bernard Boileau)
2. 1984: Bari (met Stanislav Birner)
3. 1985: Boston (met Slobodan Živojinović)
4. 1986: Athene (met Blaine Willenborg)
5. 1986: Saint-Vincent (met Pavel Složil)
6. 1990: Bordeaux (met Tomás Carbonell)
7. 1992: Estoril (met Hendrik Jan Davids)
8. 1992: Gstaad (met Hendrik Jan Davids)
9. 1993: Florence (met Tomás Carbonell)
10. 1993: Praag (met Hendrik Jan Davids)
11. 1993: Boekarest (met Menno Oosting)
12. 1995: Praag (met Byron Talbot)
13. 1996: Zagreb (met Menno Oosting)
14. 1996: Kopenhagen (met Byron Talbot)
15. 1996: Stuttgart (met Byron Talbot)
16. 1996: Kitzbühel (met Byron Talbot)
17. 1997: Palermo (met Andrew Kratzmann)

## Resultaten grandslamtoernooien
| Legenda | Legenda                          |
| ------- | -------------------------------- |
| g.t.    | geen toernooi gehouden           |
| l.c.    | lagere categorie                 |
| –       | niet deelgenomen                 |
| G       | uitgeschakeld in de groepsfase   |
| 1R      | uitgeschakeld in de eerste ronde |
| 2R      | uitgeschakeld in de tweede ronde |
| 3R      | uitgeschakeld in de derde ronde  |
| 4R      | uitgeschakeld in de vierde ronde |
| KF      | uitgeschakeld in de kwartfinale  |
| HF      | uitgeschakeld in de halve finale |
| F       | de finale verloren               |
| W       | het toernooi gewonnen            |
| w-v     | winst/verlies-balans             |

### Enkelspel
| Toernooi        | 1983 | 1984 | 1985 | 1986 | 1987 | 1988 | w-v |
| --------------- | ---- | ---- | ---- | ---- | ---- | ---- | --- |
| Australian Open | –    | –    | –    | g.t. | –    | –    | 0-0 |
| Roland Garros   | 1R   | 2R   | 1R   | 1R   | 1R   | 1R   | 1-6 |
| Wimbledon       | 1R   | –    | –    | –    | –    | 1R   | 0-2 |
| US Open         | 2R   | 2R   | 1R   | 1R   | 3R   | 1R   | 4-6 |

### Mannendubbelspel
| Toernooi        | 1983 | 1984 | 1985 | 1986 |    | 1990 | 1991 | 1992 | 1993 | 1994 | 1995 | 1996 | 1997 | 1998 | 1999 | w-v |
| --------------- | ---- | ---- | ---- | ---- | -- | ---- | ---- | ---- | ---- | ---- | ---- | ---- | ---- | ---- | ---- | --- |
| Australian Open | –    | –    | –    | g.t. | –  | 2R   | 1R   | 2R   | 3R   | 2R   | 1R   | 1R   | 2R   | 1R   | 6-9  |     |
| Roland Garros   | 3R   | 1R   | 1R   | 1R   | 1R | 3R   | 1R   | 2R   | 1R   | 2R   | KF   | 1R   | 1R   | –    | 9-13 |     |
| Wimbledon       | 2R   | –    | –    | –    | 1R | 1R   | 1R   | 1R   | 1R   | 1R   | 1R   | 1R   | 1R   | –    | 1-10 |     |
| US Open         | –    | –    | 2R   | 2R   | 1R | 3R   | 2R   | 1R   | 1R   | 2R   | 2R   | 1R   | 1R   | –    | 7-11 |     |

### Gemengd dubbelspel
| Toernooi        | 1987 |    | 1990 | 1991 | 1992 | 1993 | 1994 | 1995 | 1996 | 1997 | 1998 | w-v |
| --------------- | ---- | -- | ---- | ---- | ---- | ---- | ---- | ---- | ---- | ---- | ---- | --- |
| Australian Open | –    | –  | 1R   | –    | –    | –    | –    | 1R   | 1R   | 1R   | 0-4  |     |
| Roland Garros   | 2R   | 1R | KF   | 2R   | –    | 1R   | 3R   | KF   | 3R   | –    | 9-8  |     |
| Wimbledon       | –    | –  | 2R   | 2R   | 2R   | 1R   | 1R   | 1R   | 1R   | 1R   | 3-8  |     |
| US Open         | –    | –  | 1R   | 1R   | –    | 1R   | 2R   | 1R   | 1R   | –    | 1-6  |     |